# جیووانی بروسکا
جووانی بروسکا (متولد ۲۰ فوریه ۱۹۵۷) یک مافیای ایتالیایی و عضو سابق باند کورلئونزی از مافیا سیسیل است. او نقش اصلی در قتل‌های سال ۱۹۹۲، از جمله قتل جووانی فالکونه (دادستان کمیسیون ضد مافیا) و تاجر ایگناتزیو سالوو داشت و یک بار اعتراف کرد که بین ۱۰۰ تا ۲۰۰ قتل مرتکب شده است.
بروسکا در غیاب به حبس ابد محکوم شده بود به اتهام عضویت در مافیا و چندین فقره قتل. او در سال ۱۹۹۶ دستگیر شد، سپس به یک همکار عدالت (پنتیتو) تبدیل شد و حکم او به ۲۶ سال زندان کاهش یافت. سرانجام در سال ۲۰۲۱،  
بروسکا، یک مافیای چاق، ریشدار و ژولیده، در حلقه‌های مافیا با نام‌های «او وِرو» (به سیسیلی)، «ایل پورکو» یا «ایل مایاله» (به ایتالیایی به معنای «خوک») و «او اسکاناکریستیانی» (به سیسیلی به معنای «آدمکش» — در زبان سیسیلی، کلمه «کریستیانو» هم به معنای «مسیحی» و هم «انسان» است) شناخته می‌شد.  
تومازو بوسکتا، مافیایی که همکاری با تحقیقات فالکونه را آغاز کرده بود (پنتیتو)، بروسکا را این‌گونه توصیف کرد: «یک اسب وحشی، اما رهبری بزرگ.» منابع

## زندگی اولیه
جووانی بروسکا در ۲۰ فوریه ۱۹۵۷ در سان جوزپه جاتو متولد شد. پدربزرگ و پدرپدربزرگ او که هر دو کشاورز بودند، اعضای رسمی مافیا محسوب می‌شدند. پدرش برناردو بروسکا (۲۰۰۰-۱۹۲۹)، یکی از بزرگان محلی مافیا، به دلیل ارتکاب قتل‌های متعدد به چندین حبس ابد محکوم شده بود.  
برناردو با پیوستن به خاندان کورلئونزی به رهبری سالواتوره رینا، برناردو پرووانزانو و لئولوکا باگارلا، جایگزین آنتونیو سالامونه به عنوان کاپوماندامنتو (رئیس منطقه) سان جوزپه جاتو شد. او راه را برای ورود سه پسرش - جووانی، وینچنزو (برادر کوچکتر) و امانوئله (برادر بزرگتر) - به مافیا هموار کرد. زمانی که برناردو در سال ۱۹۸۵ به زندان افتاد، جووانی به عنوان رئیس منطقه سان جوزپه جاتو جانشین پدرش شد.  

## قتل‌ها
در سال ۱۹۹۲، بروسکا در بمب‌گذاری کاپاچی نقش داشت که منجر به قتل جووانی فالکونه، دادستان ضد مافیا شد. او با کارگذاری نیم تن مواد منفجره در بزرگراه A۲۹ نزدیک شهر کاپاچی، این مواد را در لحظه عبور خودروی فالکونه منفجر کرد. این انفجار علاوه بر فالکونه، همسرش و سه محافظش را نیز به کام مرگ فرستاد. چند ماه پس از مرگ فالکونه، بروسکا همچنین وینچنزو میلازو، رئیس مافیا، و ایگنازیو سالوو، تاجر، را به قتل رساند.  
پس از دستگیری سانتینو دی ماتئو در ۴ ژوئن ۱۹۹۳، او به اولین فرد از قاتلان فالکونه تبدیل شد که به عنوان یک پنتیتو (همکار دولت) شهادت داد. دی ماتئو جزئیات کامل ترور را فاش کرد: از جمله اینکه چه کسی تونل زیر بزرگراه را حفر کرده بود، چه کسی سیزده بشکه را با TNT و سمتکس پر کرده بود، چه کسی آن‌ها را با اسکیت‌بورد به محل منتقل کرده بود و چه کسی دتونه را فعال کرده بود.  
در واکنش به همکاری دی ماتئو با مقامات، مافیا در ۲۳ نوامبر ۱۹۹۳، پسر ۱۱ ساله او، جوزپه، را ربود. بر اساس اعترافات بعدی یکی از آدم‌رباها به نام گاسپاره اسپاتوزا، آن‌ها با لباس مأمور پلیس به پسر گفته بودند که او را نزد پدرش می‌برند که در آن زمان تحت حفاظت پلیس در خاک اصلی ایتالیا بود.  
دی ماتئو برای نجات پسرش به سیسیل سفر کرد، اما در نهایت در ۱۱ ژانویه ۱۹۹۶، پس از ۷۷۹ روز اسارت، پسرک که بر اثر بدرفتاری و شکنجه بیمار شده بود، خفه شد و جسدش در بشکه‌ای از اسید حل شد - روشی که به لوپارا بیانکا معروف است. قاتلان پسر، انزو (برادر جووانی)، وینچنزو کیودو و سالواتوره مونتیچیولو بودند که تحت دستور مستقیم جووانی عمل می‌کردند.  
بروسکا در سال ۱۹۹۳ نیز در کمپین ترور علیه دولت پس از قتل فالکونه و قاضی دیگر ضد مافیا، پائولو بورسلیینو، نقش داشت. در ماه‌های پس از دستگیری رینا در ژانویه ۱۹۹۳، یک سری بمب‌گذاری توسط کورلئونزی‌ها در نقاط توریستی ایتالیا انجام شد: بمب‌گذاری در ویا دی جورجوفیلی در فلورانس، ویا پالسترو در میلان، و پیاتزا سان جووانی در لاتران و ویا سان تئودورو در رم. این حملات منجر به کشته شدن ۱۰ نفر و زخمی شدن ۷۱ نفر شد و خسارات شدیدی به میراث فرهنگی از جمله گالری اوفیزی وارد کرد. 

## دستگیری
در ۲۰ مه ۱۹۹۶، جووانی بروسکا در یک خانه کوچک نزدیک آگریجنتو دستگیر شد، در حالی که مشغول صرف شام با دوست دخترش، پسر خردسالشان، برادرش وینچنزو، همسر برادر و دو فرزند آنها بود. مأموران با رهگیری صدای موتورسیکلت یکی از افسران مخفی که از کنار خانه رد شده بود، از طریق شنود تلفن همراه بروسکا موفق به شناسایی محل دقیق آنها شدند.
واکنش پلیس به دستگیری
هنگامی که بروسکا ۹۰ دقیقه پس از دستگیری به ایستگاه پلیس پالرمو منتقل شد، دهها افسر پلیس با هورا کشیدن، بوق زدن و در آغوش گرفتن یکدیگر از این موفقیت استقبال کردند. وقتی بروسکا با ریش ژولیده، شلوار جین کثیف و پیراهن سفید چروک از ماشین پیاده شد، برخی از مأموران ماسکهای اسکی خود را برداشتند، گویی دیگر چیزی از مافیا برای ترسیدن نداشتند. گزارش شده یکی از مأموران به صورت بروسکا مشت زد.
رویارویی در دادگاه
در سال ۱۹۹۷، دی ماتئو و بروسکا در جریان دادرسی رو در رو شدند. دی ماتئو با گریه به قاضی گفت: "همکاری من را تضمین می‌کنم، اما به این حیوان هیچ چیزی را تضمین نمی‌کنم. اگر دو دقیقه مرا با او تنها بگذارید، سرم را از تنش جدا خواهم کرد." این رویارویی نزدیک بود به خشونت کشیده شود، اما محافظان دادگاه دی ماتئو را مهار کردند. بروسکا همچنین از خانواده جوزپه دی ماتئو طلب بخشش کرده بود. در سال ۱۹۹۹، بروسکا به ۳۰ سال حبس به دلیل قتل جوزپه محکوم شد.
محکومیت‌های نهایی
در سال ۱۹۹۷، بروسکا به ۲۶ سال حبس به دلیل بمبگذاری منجر به قتل فالکونه محکوم شد. او در دادگاه اعتراف کرد که با استفاده از کنترل از راه دور و در حالی که از طریق دوربین دوچشمی حرکت کاروان فالکونه را از روی تپه نظاره می‌کرد، بمب کارگذاری شده در بزرگراه فرودگاه پالرمو را منفجر کرده است. در سال ۲۰۰۹ نیز به حبس ابد به دلیل قتل سالواتوره کاراوه محکوم شد.

## همکاری با دستگاه قضایی و آزادی
پس از دستگیری، جووانی بروسکا همکاری با پلیس را آغاز کرد. در ابتدا این همکاری با شک و تردید مواجه شد، چرا که بسیاری گمان می‌کردند "توبه" او تنها ترفندی برای فرار از مجازات‌های سنگین زندان برای روسای مافیا است. در سه ماه اول، بسیاری از اطلاعاتی که به مقامات ارائه داد، غیرقابل تأیید یا نادرست بود و این موضوع باعث شد خواستار سخت‌گیری بیشتر در سیستم همکاری با مجرمان شوند.  
بروسکا روایتی جنجالی از دستگیری توتو رینا ارائه داد: یک توافق پنهانی بین افسران کارابینیری، مأموران مخفی و روسای مافیا که از دیکتاتوری رینا خسته شده بودند. به گفته او، پرووانزانو رینا را در ازای آرشیو ارزشمند مدارک compromettente (به خطر اندازنده) که رینا در آپارتمانش در پالرمو نگهداری می‌کرد، "فروخت". بروسکا همچنین ادعا کرد رینا به او گفته بود پس از قتل فالکونه، با نیکولا مانچینو، وزیر کشور وقت، به صورت غیرمستقیم برای جلوگیری از کشتارهای بیشتر مذاکره کرده است. مانچینو بعدها این ادعا را تکذیب کرد، اما در ژوئیه ۲۰۱۲ به دلیل خودداری از ارائه مدارک مربوط به مذاکرات سال ۱۹۹۲ بین دولت ایتالیا و مافیا و پرونده قتل فالکونه و بورسلیینو، به دادگاه احضار شد.  
بروسکا در زندان ربیبیا در رم زندانی بود و با وجود درخواست‌های مکرر برای حبس خانگی از سال ۲۰۰۲، همه این درخواست‌ها رد شد. در سال ۲۰۰۴ گزارش شد که به پاس رفتار خوب و همکاری با مقامات، هر ۴۵ روز یک هفته اجازه ملاقات با خانواده را دارد. در نهایت، به دلیل همکاری‌هایش، حکم حبس او به ۲۶ سال کاهش یافت.  
در ۳۱ مه ۲۰۲۱، بروسکا ۴۵ روز زودتر از پایان محکومیتش، به قید چهار سال آزادی مشروط آزاد شد. این تصمیم با واکنش‌های شدید عمومی مواجه شد و سیاستمدارانی مانند ماتئو سالوینی از حزب لیگا نورد و انریکو لتا از حزب دموکرات، این تصمیم را مورد انتقاد قرار دادند. 

## مصادره اموال
املاک خانواده بروسکا توسط دولت مصادره شد و در سال ۲۰۰۰ به سازمانی به نام "کنسرسیوم توسعه قانونی" تحویل داده شد. این سازمان، اموال مصادره‌شده از مافیوزوهای زندانی را بازسازی و به جامعه بازمی‌گرداند.  
تبدیل به اقامتگاه ضد مافیا
کلبه سنگی کوچک خانواده بروسکا در سان جوزپه جاتو (که تنها چهل دقیقه با پالرمو فاصله دارد) در سال ۲۰۰۴ بازسازی شد. این مکان به اولین "آگری‌توریسمو (اقامتگاه مزرعه‌ای) ضد مافیا" در سیسیل تبدیل شده است.  
ویژگی‌های منحصر به فرد
- گردشگران می‌توانند از پاستای ارگانیک تهیه‌شده از گندم کشت‌شده در زمین‌های سابق بروسکا لذت ببرند.
- شراب ارگانیک تولیدشده از تاکستان‌های سابق او توسط تعاونی "پلاسیدو ریتزو" سرو می‌شود.  
- این تعاونی به نام یک رهبر اتحادیه کارگری از کورلئونه نامگذاری شده که در سال ۱۹۴۸ توسط مافیا ترور شد.  
نماد مبارزه با مافیا
این پروژه نمادین نشان می‌دهد چگونه زمین‌هایی که زمانی برای فعالیت‌های جنایتکارانه استفاده می‌شد، امروز به نفع جامعه و گردشگری پایدار مورد استفاده قرار می‌گیرد. بازدیدکنندگان نه تنها از طبیعت زیبای سیسیل لذت می‌برند، بلکه با تاریخچه مبارزه با مافیا نیز آشنا می‌شوند.  

## در فرهنگ عامه
جووانی بروسکا در چندین اثر سینمایی و تلویزیونی به تصویر کشیده شده است. او در مجموعه تلویزیونی ایتالیایی "Il Capo dei Capi" (2007)، سریال "Il cacciatore" (شکارچی، 2018) و فیلم "Il traditore" (خائن، 2019) حضور داشته است.
سریال "Il cacciatore" (شکارچی) که در سه فصل تولید شده، به طور ویژه به دوران پس از ترورهای فالکونه و بورسلیینو پرداخته و داستان آن تا دستگیری و زندان رفتن بروسکا ادامه می یابد. این سریال با نگاهی دقیق به تعقیب و گریزهای پلیس و مافیا می پردازد.
در فیلم "Il traditore" (خائن) که بر اساس زندگی توتو رینا ساخته شده، بروسکا نیز به عنوان یکی از شخصیت های کلیدی حضور دارد. این فیلم به روایت خیانت های درون تشکیلات مافیا و همکاری برخی اعضا با پلیس می پردازد.
میمو مانجیاپانه در سریال "Il cacciatore" و لوئیجی لو کاشو در فیلم "Il traditore" نقش بروسکا را ایفا کرده اند. این آثار نه تنها به زندگی جنایی بروسکا پرداخته اند، بلکه تأثیر فعالیت های او بر جامعه ایتالیا و روند مبارزه با مافیا را نیز بررسی کرده اند.